# SNCF X 240
De X 240 vormen een kleine serie van twee metersporige treinstellen voor de ligne du Blanc à Argent.